# Aircraft Industries

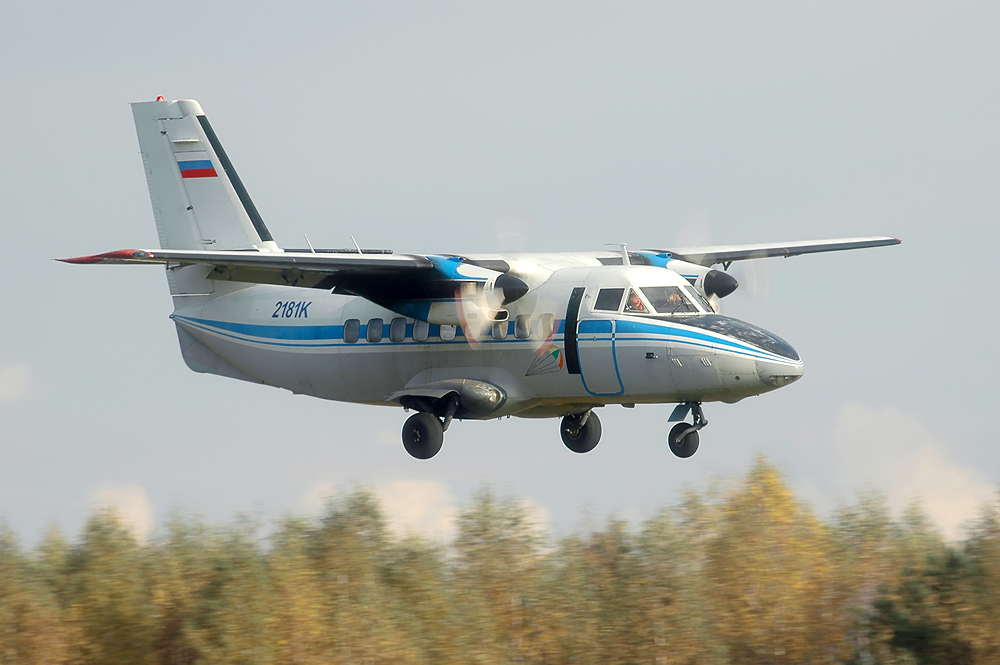
Let L-410

Aircraft Industries, a.s. (bis 2005 LET Kunovice) ist ein tschechischer Flugzeughersteller in Kunovice bei Zlín mit Spezialisierung auf kleine Passagier- und Segelflugzeuge.

## Geschichte
Die Firma wurde 1936 als Reparatur-Werk von Avia-Flugzeugen (hauptsächlich Ba-33- und B-534-Jagdflugzeuge) gegründet. 1952 wurde ein neues Werk errichtet und im Jahre 1954 die Produktion auf die Aero Ae-45S umgestellt. Der erste Flug des Reiseflugzeuges L-200 fand 1957 und der erste Flug des Segelflugzeuges L-13 Blanik 1958 statt.
Die Produktion von Rumpfheckteilen der sowjetischen MiG-21F-13 begann 1962. Im Jahre 1963 begann die Produktion des Strahltrainers Aero L-29 Delfín und es fand der Erstflug des Agrarflugzeuges Z-37 statt.
1966 begann Let mit dem Entwurf und der Entwicklung eines kleinen, leichten zweimotorigen Transportflugzeugs. Der Schulterdecker mit der Prototypbezeichnung XL-410 absolvierte am 16. April 1969 seinen Erstflug.
Am 1. November 1977 erfolgte der Erstflug der Serie L-410UVP und 28. Dezember 1988 der Erstflug der weiterentwickelten Serie L-610M. Im Jahre 1988 erfolgte auch der Erstflug des L-23 „Super Blanik“-Segelflugzeuges.
Im Jahre 1991 erfolgte die Umwandlung des Unternehmens in „LZ Aeronautical Industries, Inc“ als eine unabhängige Aktiengesellschaft. In den Jahren 1992 und 1993 erfolgten die Erstflüge der Typen 33 Solo, L-610 G und L-420.

### Konkurs
Im September 2000 reichte die bedeutendste Gläubigerbank einen Konkursantrag ein, der von Teilen der Belegschaft unterstützt wurde. Der US-amerikanische Partner von Let, die Ayres Corporation, hatte keine Bereitschaft zur Rettung des Unternehmens erkennen lassen.

### Weiterführung
Das Unternehmen wurde im September 2005 von dem tschechischen Investor PAMCO INT., a.s. übernommen und in Aircraft Industries umbenannt, die Bezeichnung LET befindet sich weiterhin im Logo des Unternehmens. Im Juni 2008 wurden 51 % der Firmenanteile von der Russischen Bergbau-Holding UGMK (Uralskaja Gorno-Metallurgitscheskaja Kompanija) übernommen. Im April 2022 wurde das Unternehmen von der tschechischen Gruppe Omnipol (Handel mit Verteidigungs- und Luftfahrtausrüstung) übernommen.

## Museum
Im in der Nähe des Werkes befindlichen Luftfahrtmuseum Kunovice sind zahlreiche von Let produzierte Typen ausgestellt.

## Flugzeugtypen
- L-410 Turbolet, Kurzstreckenflugzeug; Versionen in Produktion:
  - L-410UVP-E20: Dritte Serie, Umrüstung auf GE-H80-200-Triebwerke, Avia-V-725-Luftschraube, zusätzliche Treibstofftanks an den Flügelenden.
  - L-410NG: Mit moderner Avionik ausgestattete Neuauflage, zusätzliche Treibstoffkapazität im neuen Flügel sowie neue GE-H85-200-Triebwerke.

## Ehemalige Flugzeugtypen
- L-200 Morava, Reiseflugzeug
- L-420, Zubringerflugzeug
- L-610, Passagierflugzeug
- Z-37 Čmelak, Agrarflugzeug
- L-13 Blanik, Segelflugzeug
- L-21 Spartak, Segelflugzeug
- L-23 Super Blanik, Segelflugzeug
- L-33 Solo, Segelflugzeug
- VT-425 Sohaj 3, Segelflugzeug
- LG-125 Sohaj 2, Segelflugzeug
- LF-109 Pionyr, Segelflugzeug
- VT-16 Orlik, Segelflugzeug